# L.E.F. & De Langsomme Lyn
L.E.F. & De Langsomme Lyn er et dansk band, der blev stiftet i 2013. Gruppen består af sangskriver og digter Lars Emil Foder (vokal og guitar), Anders Stig Møller på keys/beats/bas (spiller også i Turboweekend), Katrine Muff Enevoldsen på vokal og kor (også kendt fra bl.a. Oh Land) og Peter Albrechtsen på elguitar. 
Deres debut, ep-bogen Natatlas, udkom 1. juni 2013 på Forlaget Ekbátana og rummer ud over EP'en med 6 numre en bog med digte og grafik.